# Saturnino, Porteiro dos Frades Bentos

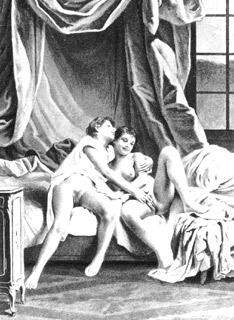
Heliogravura de uma edição de 1908 de Paul Avril

Saturnino, porteiro dos frades bentos, de autor "anónimo brasileiro", publicado em 1842, possivelmente em Portugal, é a primeira edição em língua portuguesa do romance francês Histoire de Dom B... portier des Chartreux. O nome "Bougre" refere-se ao termo francês boulgre que significa sodomita, apontando para o carácter libertino do monge e da obra. As duas primeiras edições circularam em Portugal e só a terceira, com data de 1875, parece ter chegado ao Brasil.
Esta edição não é simplesmente uma tradução ou uma cópia do original francês uma vez que as alterações, omissões e acréscimos efetuados, tal como as novas gravuras produzidas para a edição, resultam num livro que pode ser classificado como uma nova obra literária portuguesa e/ou brasileira, aquilo a se chama uma "transposição".

## Original e traduções
Histoire de Dom Bougre, Portier des Chartreux é um romance francês de 1741. O autor, supostamente anónimo, terá sido Jean-Charles Gervaise de Latouche. Histoire de Dom Bougre é um dos romances eróticos franceses mais célebres do século XVIII e um dos mais frequentemente reimpressos.
O romance foi publicado sob uma grande variedade de títulos em francês: Histoire de Dom B... (1741), Histoire de Gouberdom (1772), Mémoires de Saturnin (1787), Le Portier des chartreux (1784) e Histoire de Saturnin (1908). Foi traduzido para o inglês, também com títulos diferentes, tais como The History of Don [sic] B. (1743), The Life and Adventures of Silas Shovewell (1801) e The History of Father Saturnin alias Don B*** alias Gouberdom – Porter of the Charterhouse at Paris (ca. 1827). No Brasil, terão circulado outras edições do livro, incluindo As proesas de D. Frei Saturnino, vendida desde 1889, Memórias do Frei Saturnino, que se tornou bastante popular e foi anunciado em jornais até, pelo menos, 1906, As Memórias Eróticas de Frei Saturnino, de 1977 e, mais recentemente, Saturnino, Porteiro dos Frades Bentos (Lisboa: INDEX ebooks, 2021). 

## Enredo
O romance conta, na primeira pessoa, a história de vida de Saturnino. O cenário do livro foi adaptado ao Rio de Janeiro do século XIX. A primeira relação sexual de Saturnino é com a sua irmã Susana e com a sua mãe. Mesmo que mais tarde se descubra que, na realidade, não há parentesco consanguíneo, o texto anuncia uma série incessante de quebras de tabus com esse suposto incesto. No decorrer de inúmeras cenas humorísticas, Saturnino experimentará todas as variedades de libertinagem sexual, a que são associadas críticas implacáveis à igreja e à sociedade. Mais tarde, Saturnino encontra a irmã, doente com sífilis, num bordel. Ama-a sinceramente e passa a noite com ela, embora ela o alerte para o risco de infeção. Os dois separam-se no dia seguinte; Saturnino adoece e é castrado à força para salvar a vida; Susana morre. No final, Saturnino encontra refúgio num mosteiro cartuxo, onde, liberto de todas as paixões, pode aguardar a morte, que não teme nem deseja. Pede que as palavras: Hic situs est Dom Bougre, fututus futuit (Aqui jaz Dom Bougre, fodeu e foi fodido) fossem inscritas no seu túmulo.

## Crítica
A narração desenfreada de práticas eróticas, entremeadas de breves considerações filosóficas, enquadra os três temas principais do romance: o discurso anticlerical, a sexualidade desenfreada dos frades e o incesto. A defesa do incesto como uma “instituição divina”  é o grande tabu que o livro procura desestabilizar. Outros tabus, tais como o erotismo entre mulheres e entre homens, são também parte da narração, o que faz com que esta obra tenha grande importância para a literatura LGBT brasileira e portuguesa, por ser uma das primeiras narrativas em língua portuguesa a descrever atos sexuais entre pessoas do mesmo sexo.